# Hölloch

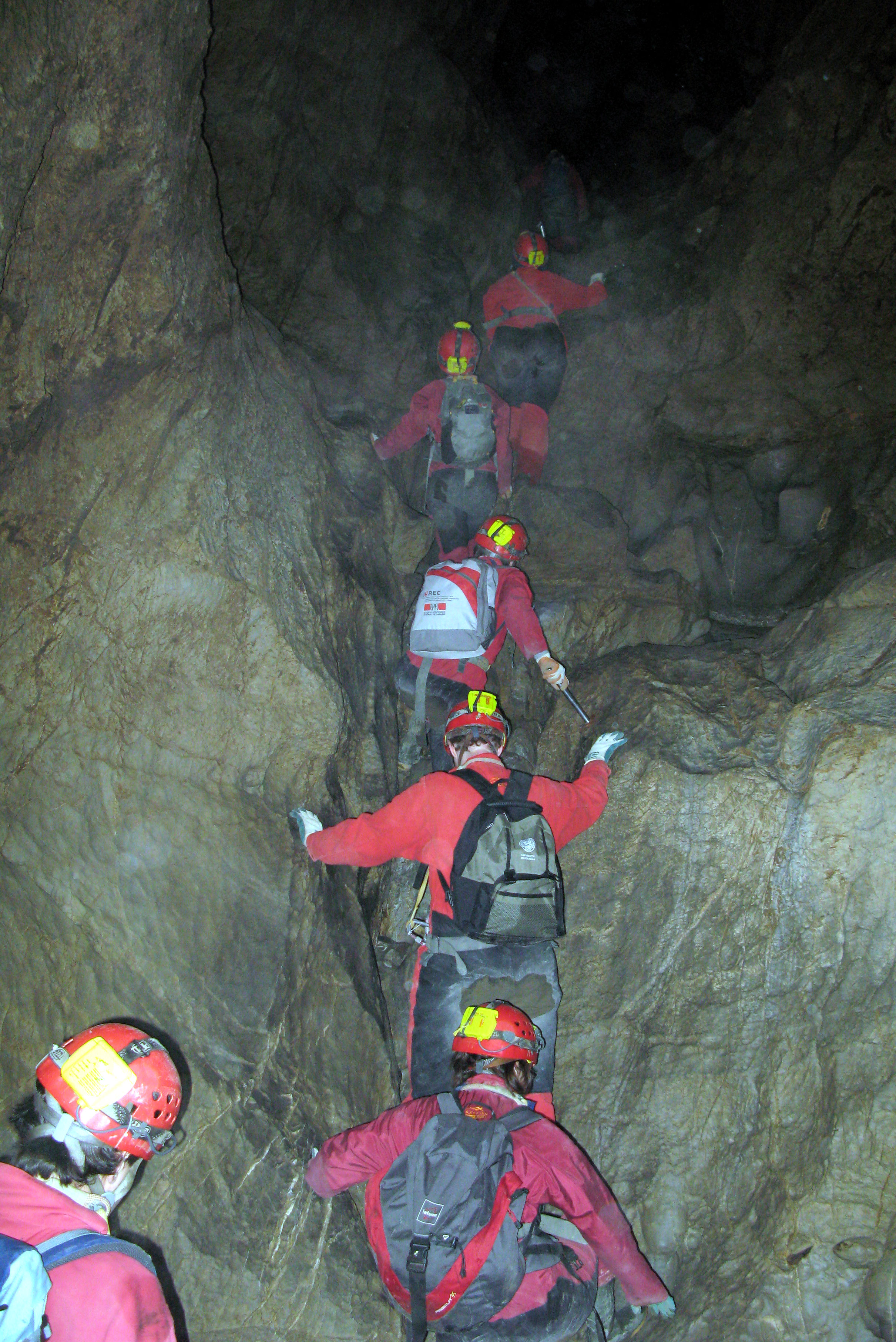
En grupp besökare klättrar i grottan.

Hölloch är Europas näst längsta grotta med en längd på 194 511 m.  Den ligger i kantonen Schwyz i Schweiz.
Grottan upptäcktes 1875 av Alois Ulrich.
Grottan delas in i tre nivåer. Nedersta nivån är under grundvattennivån och vanligen vattenfylld.  
Man tror att vatten transporteras mellan grottsystemet Silberensystem och grottan Hölloch, men man har inte funnit en framkomlig passage. Därför klassas Silberensystem och Hölloch som separata grottsystem.